# Парепаре
Парепаре — індонезійське місто у південно-західній частині острова Сулавесі.

## Географія
Місто розташовано на березі Макасарської протоки.

### Клімат
Місто знаходиться у зоні, котра характеризується вологим тропічним кліматом. Найтепліший місяць — березень із середньою температурою 27.3 °C (81.1 °F). Найхолодніший місяць — липень, із середньою температурою 25.7 °С (78.3 °F).
| Клімат Паре-Паре        | Клімат Паре-Паре | Клімат Паре-Паре | Клімат Паре-Паре | Клімат Паре-Паре | Клімат Паре-Паре | Клімат Паре-Паре | Клімат Паре-Паре | Клімат Паре-Паре | Клімат Паре-Паре | Клімат Паре-Паре | Клімат Паре-Паре | Клімат Паре-Паре | Клімат Паре-Паре |
| Показник                | Січ.             | Лют.             | Бер.             | Квіт.            | Трав.            | Черв.            | Лип.             | Серп.            | Вер.             | Жовт.            | Лист.            | Груд.            | Рік              |
| Середня температура, °C | 26,4             | 26,5             | 27,3             | 26,7             | 26,8             | 26,1             | 25,7             | 25,7             | 26,1             | 26,6             | 26,8             | 26,5             | 26,4             |
| Норма опадів, мм        | 351.9            | 305.5            | 290.7            | 234.2            | 189.9            | 147.2            | 141.2            | 83.3             | 97.8             | 120.4            | 208.8            | 314.5            | 2485.4           |
| Днів з опадами          | 22,8             | 18,8             | 17,5             | 11               | 9,7              | 8,1              | 6,2              | 4,5              | 3,9              | 6,2              | 11,3             | 20,6             | 140,6            |
| Вологість повітря, %    | 85.3             | 84.8             | 84.8             | 83.4             | 82.7             | 81.4             | 79.1             | 76.1             | 75.3             | 77.5             | 81.3             | 85.2             | 81.4             |
| ----------------------- | ---------------- | ---------------- | ---------------- | ---------------- | ---------------- | ---------------- | ---------------- | ---------------- | ---------------- | ---------------- | ---------------- | ---------------- | ---------------- |
| Джерело: Weatherbase    |                  |                  |                  |                  |                  |                  |                  |                  |                  |                  |                  |                  |                  |

## Історія

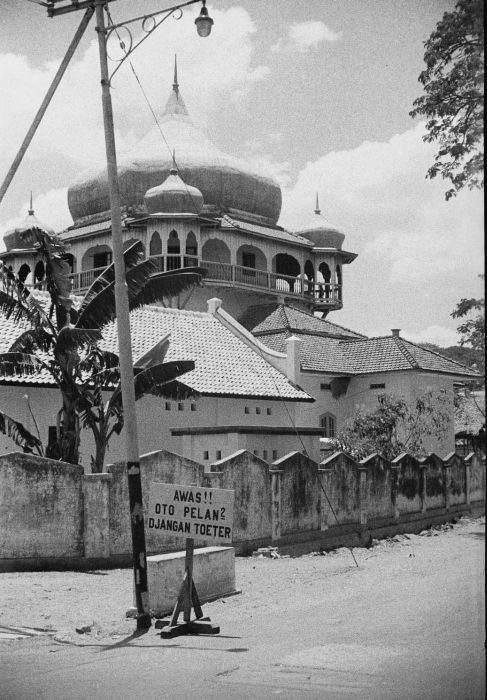
Мечеть у Паре-Паре. 22 жовтня 1948 року

У XIV столітті на острові Сулавесі син правителя королівства Суппа зснував власне королівство Сореанг. У XV столітті виникла ще одна держава — Бачукікі. Одного разу, прямуючи із дружнім візитом з Бачукікі до Сореангу, король Гова XI, зупинившись на території сучасного міста Паре-Паре, відзначив, що там є зручна гавань (місцевою мовою — Паре). На тому місці було збудовано місто, що отримало назву Kota Parepare, тобто, «місто біля гавані». У Паре-Паре почали оселятись вихідці з різних регіонів, особливо багато було малайців.
У XVII столітті Паре-Паре був захоплений голландцями, яких привабили як стратегічне положення того важливого морського порту, так і розмай прянощів на Сулавесі й навколишніх островах. Місто стало опорним пунктом у боротьбі Нідерландів за розширення своїх володінь у північному та східному напрямках.
Нідерланди володіли Паре-Паре до 1942 року, коли вся Індонезія була захоплена японськими військами. Після вигнання японців 1945 року Індонезія проголосила свою незалежність, і Паре-Паре увійшов до її складу. 1959 року Паре-Паре став муніципалітетом, від наступного року у нього з'явився свій мер.

## Демографія
Динаміка чисельності населення за роками
| Рік  | Чисельність |
| ---- | ----------- |
| 1930 | 6300        |
| 1961 | 68 000      |
| 1964 | 84 000      |
| 1980 | 86 500      |
| 1990 | 84 100      |
| 2002 | 98 600      |
| 2011 | 129 262     |

## Відомі уродженці
- Бухаруддин Юсуф Хабібі — президент Індонезії у 1998—1999 роках